# Danh sách phát hành của Command & Conquer
Đây là danh sách của tất cả các phương tiện truyền thông của Command & Conquer được phát hành.
Trừ khi có ghi chú khác, các thông tin được tham chiếu tới liên quan đến bài viết của Wikipedia  và MobyGames . Thông tin về các bài nhạc đã nhận được từ iTunes Store .

## Trò chơi

### Trò chơi điện tử
| Tiêu đề | Chi tiết |
| --- | --- |
| Command & Conquer Ngày phát hành đầu tiên: MS-DOS: - NA: 31 tháng 8 năm 1995 Macintosh: - NA: 1996 Sega Saturn: - NA: 18 tháng 12 năm 1996 PlayStation: - NA: 15 tháng 1 năm 1997 Windows 95: - NA: 10 tháng 3 năm 1997 Nintendo 64: - NA: 29 tháng 7 năm 1999 | Năm phát hành của hệ thống : 1995-MS-DOS 1996-Macintosh, Saturn 1997-PlayStation, Windows 95 1999-Nintendo 64 |
| Command & Conquer Ngày phát hành đầu tiên: MS-DOS: - NA: 31 tháng 8 năm 1995 Macintosh: - NA: 1996 Sega Saturn: - NA: 18 tháng 12 năm 1996 PlayStation: - NA: 15 tháng 1 năm 1997 Windows 95: - NA: 10 tháng 3 năm 1997 Nintendo 64: - NA: 29 tháng 7 năm 1999 | |
| Command & Conquer: The Covert Operations Ngày phát hành đầu tiên: - NA: 1996 | Năm phát hành của hệ thống : 1996-MS-DOS                                                                      |
| Command & Conquer: The Covert Operations Ngày phát hành đầu tiên: - NA: 1996 | |
| Command & Conquer: Red Alert Ngày phát hành đầu tiên: MS-DOS, Windows: - NA: 31 tháng 10 năm 1996 - EU: 31 tháng 10 năm 1996 PlayStation: - NA: 25 tháng 10 năm 1997                                                                                           | Năm phát hành của hệ thống : 1996-MS-DOS, Microsoft Windows 1997- PlayStation                                 |
| Command & Conquer: Red Alert Ngày phát hành đầu tiên: MS-DOS, Windows: - NA: 31 tháng 10 năm 1996 - EU: 31 tháng 10 năm 1996 PlayStation: - NA: 25 tháng 10 năm 1997                                                                                           | |
| Command & Conquer: Red Alert:– Counterstrike Ngày phát hành đầu tiên: - NA: 3 tháng 4 năm 1997 | Năm phát hành của hệ thống : 1997-Microsoft Windows, DOS                                                      |
| Command & Conquer: Red Alert:– Counterstrike Ngày phát hành đầu tiên: - NA: 3 tháng 4 năm 1997 | |
| Command & Conquer: Red Alert:- The Aftermath Ngày phát hành đầu tiên: - NA: 1997 | Năm phát hành của hệ thống : 1997-Microsoft Windows, DOS                                                      |
| Command & Conquer: Red Alert:- The Aftermath Ngày phát hành đầu tiên: - NA: 1997 | |
| Command & Conquer: Sole Survivor Ngày phát hành đầu tiên: - NA: 30 tháng 11 năm 1997 | Năm phát hành của hệ thống : 1997-Microsoft Windows                                                           |
| Command & Conquer: Sole Survivor Ngày phát hành đầu tiên: - NA: 30 tháng 11 năm 1997 | |
| Command & Conquer: Retaliation Ngày phát hành đầu tiên: - NA: 28 tháng 8 năm 1998 | Năm phát hành của hệ thống : 1998-PlayStation                                                                 |
| Command & Conquer: Retaliation Ngày phát hành đầu tiên: - NA: 28 tháng 8 năm 1998 | |
| Command & Conquer: Tiberian Sun Ngày phát hành đầu tiên: - NA: 27 tháng 8 năm 1999 | Năm phát hành của hệ thống : 1999-Microsoft Windows                                                           |
| Command & Conquer: Tiberian Sun Ngày phát hành đầu tiên: - NA: 27 tháng 8 năm 1999 | |
| Command & Conquer: Tiberian Sun – Firestorm Ngày phát hành đầu tiên: - NA: 7 tháng 3 năm 2000 | Năm phát hành của hệ thống : 2000-Microsoft Windows                                                           |
| Command & Conquer: Tiberian Sun – Firestorm Ngày phát hành đầu tiên: - NA: 7 tháng 3 năm 2000 | |
| Command & Conquer: Red Alert 2 Ngày phát hành đầu tiên: - NA: 23 tháng 10 năm 2000 - EU: 27 tháng 10 năm 2000 | Năm phát hành của hệ thống : 2000-Microsoft Windows                                                           |
| Command & Conquer: Red Alert 2 Ngày phát hành đầu tiên: - NA: 23 tháng 10 năm 2000 - EU: 27 tháng 10 năm 2000 | |
| Command & Conquer: Yuri's Revenge Ngày phát hành đầu tiên: - NA: 10 tháng 10 năm 2001 - EU: 19 tháng 10 năm 2001 | Năm phát hành của hệ thống : 2001-Microsoft Windows                                                           |
| Command & Conquer: Yuri's Revenge Ngày phát hành đầu tiên: - NA: 10 tháng 10 năm 2001 - EU: 19 tháng 10 năm 2001 | |
| Command & Conquer: Renegade Ngày phát hành đầu tiên: - NA: 26 tháng 2 năm 2002 - EU: 14 tháng 2 năm 2002 | Năm phát hành của hệ thống : 2002-Microsoft Windows                                                           |
| Command & Conquer: Renegade Ngày phát hành đầu tiên: - NA: 26 tháng 2 năm 2002 - EU: 14 tháng 2 năm 2002 | |
| Command & Conquer: Renegade 2 Ngày hủy bỏ: 2002 | Hệ thống sở hữu: Microsoft Windows                                                                            |
| Command & Conquer: Renegade 2 Ngày hủy bỏ: 2002 | |
| Command & Conquer: Continuum Ngày hủy bỏ: 2003 | Hệ thống sở hữu: Microsoft Windows                                                                            |
| Command & Conquer: Continuum Ngày hủy bỏ: 2003 | |
| Command & Conquer: Generals Ngày phát hành đầu tiên: Windows: - NA: 10 tháng 2 năm 2003 - EU: 14 tháng 2 năm 2003 Macintosh: - NA: tháng 4 năm 2004 | Năm phát hành của hệ thống : 2003-Microsoft Windows 2004-Macintosh                                            |
| Command & Conquer: Generals Ngày phát hành đầu tiên: Windows: - NA: 10 tháng 2 năm 2003 - EU: 14 tháng 2 năm 2003 Macintosh: - NA: tháng 4 năm 2004 | |
| Command & Conquer: Generals: Zero Hour Ngày phát hành đầu tiên: Windows: - NA: 22 tháng 9 năm 2003 Macintosh: - NA: tháng 2 năm 2005 | Năm phát hành của hệ thống : 2003-Microsoft Windows 2005-Macintosh                                            |
| Command & Conquer: Generals: Zero Hour Ngày phát hành đầu tiên: Windows: - NA: 22 tháng 9 năm 2003 Macintosh: - NA: tháng 2 năm 2005 | |
| Command & Conquer 3: Tiberium Wars Ngày phát hành đầu tiên: Windows: - NA: 28 tháng 3 năm 2007 - EU: 29 tháng 3 năm 2007 Xbox 360: - NA: 10 tháng 5 năm 2007 - EU: 11 tháng 5 năm 2007 Mac OS X: - NA: 28 tháng 8 năm 2007                                     | Năm phát hành của hệ thống : 2008-Microsoft Windows, Xbox 360, Mac OS X                                       |
| Command & Conquer 3: Tiberium Wars Ngày phát hành đầu tiên: Windows: - NA: 28 tháng 3 năm 2007 - EU: 29 tháng 3 năm 2007 Xbox 360: - NA: 10 tháng 5 năm 2007 - EU: 11 tháng 5 năm 2007 Mac OS X: - NA: 28 tháng 8 năm 2007                                     | |
| Command & Conquer 3: Kane's Wrath Ngày phát hành đầu tiên: Windows: - NA: 24 tháng 3 năm 2008 - EU: 28 tháng 3 năm 2008 Xbox 360: - NA: 24 tháng 7 năm 2008 | Năm phát hành của hệ thống : 2008-Microsoft Windows, Xbox 360                                                 |
| Command & Conquer 3: Kane's Wrath Ngày phát hành đầu tiên: Windows: - NA: 24 tháng 3 năm 2008 - EU: 28 tháng 3 năm 2008 Xbox 360: - NA: 24 tháng 7 năm 2008 | |
| Tiberium Ngày hủy bỏ: 30 tháng 9 năm 2008 | Hệ thống sở hữu: PlayStation 3, Microsoft Windows, Xbox 360                                                   |
| Tiberium Ngày hủy bỏ: 30 tháng 9 năm 2008 | |
| Command & Conquer: Red Alert 3 Ngày phát hành đầu tiên: Windows: - NA: 28 tháng 10 năm 2008 - EU: 31 tháng 10 năm 2008 Xbox 360: - NA: 11 tháng 11 năm 2008 - EU: 14 tháng 11 năm 2008 PlayStation 3: - EU: 27 tháng 3 năm 2009]]                              | Năm phát hành của hệ thống : 2008-Microsoft Windows, Xbox 360 2009-PlayStation 3                              |
| Command & Conquer: Red Alert 3 Ngày phát hành đầu tiên: Windows: - NA: 28 tháng 10 năm 2008 - EU: 31 tháng 10 năm 2008 Xbox 360: - NA: 11 tháng 11 năm 2008 - EU: 14 tháng 11 năm 2008 PlayStation 3: - EU: 27 tháng 3 năm 2009]]                              | |
| Command & Conquer: Red Alert 3 – Uprising Ngày phát hành đầu tiên: Windows: - WW: 12 tháng 3 năm 2009 | Năm phát hành của hệ thống : {{{release}}}                                                                    |
| Command & Conquer: Red Alert 3 – Uprising Ngày phát hành đầu tiên: Windows: - WW: 12 tháng 3 năm 2009 | |
| Command & Conquer 4: Tiberian Twilight Ngày phát hành đầu tiên: Windows: - NA: 16 tháng 3 năm 2010 - EU: ngày 19 tháng 3 năm 2010 | Năm phát hành của hệ thống : 2010-Microsoft Windows                                                           |
| Command & Conquer 4: Tiberian Twilight Ngày phát hành đầu tiên: Windows: - NA: 16 tháng 3 năm 2010 - EU: ngày 19 tháng 3 năm 2010 | |

## Phương tiện truyền thông khác

### Collector's Editions
| Tiêu đề                                                                                               | Chi tiết                                            |
| --- | --------------------------------------------------- |
| Command & Conquer: Tiberian Sun: Platinum Edition Ngày phát hành đầu tiên: - NA: 1999                 | Năm phát hành của hệ thống : 1999-Microsoft Windows |
| Command & Conquer: Tiberian Sun: Platinum Edition Ngày phát hành đầu tiên: - NA: 1999                 |                                                     |
| Command & Conquer: Red Alert 2: Collector's Edition Ngày phát hành đầu tiên: - NA: Tháng 10 năm 2000  | Năm phát hành của hệ thống : 2000-Microsoft Windows |
| Command & Conquer: Red Alert 2: Collector's Edition Ngày phát hành đầu tiên: - NA: Tháng 10 năm 2000  |                                                     |
| Command & Conquer 3: Tiberium Wars: Kane Edition Ngày phát hành đầu tiên: - NA: 24 tháng 3 năm 2007   | Năm phát hành của hệ thống : 2007-Microsoft Windows |
| Command & Conquer 3: Tiberium Wars: Kane Edition Ngày phát hành đầu tiên: - NA: 24 tháng 3 năm 2007   |                                                     |
| Command & Conquer: Red Alert 3: Premier Edition Ngày phát hành đầu tiên: - NA: 28 tháng 10 năm 2008]] | Năm phát hành của hệ thống : 2008-Microsoft Windows |
| Command & Conquer: Red Alert 3: Premier Edition Ngày phát hành đầu tiên: - NA: 28 tháng 10 năm 2008]] |                                                     |

### Các bộ sưu tập nhỏ hơn
| Tiêu đề | Chi tiết                                                           |
| --- | ------------------------------------------------------------------ |
| Command & Conquer + The Covert Operations Ngày phát hành đầu tiên: - NA: 1996                                                                         | Năm phát hành của hệ thống : 1996-MS-DOS, Microsoft Windows        |
| Command & Conquer + The Covert Operations Ngày phát hành đầu tiên: - NA: 1996                                                                         |                                                                    |
| Command & Conquer: Red Alert – The Domination Pack Ngày phát hành đầu tiên: - NA: 28 tháng 10 năm 1997                                                | Năm phát hành của hệ thống : 1997-MS-DOS, Microsoft Windows        |
| Command & Conquer: Red Alert – The Domination Pack Ngày phát hành đầu tiên: - NA: 28 tháng 10 năm 1997                                                |                                                                    |
| Command & Conquer: Gold Ngày phát hành đầu tiên: - NA: 1998                                                                                           | Năm phát hành của hệ thống : 1998-Microsoft Windows                |
| Command & Conquer: Gold Ngày phát hành đầu tiên: - NA: 1998                                                                                           |                                                                    |
| Command & Conquer: Red Alert – The Arsenal Ngày phát hành đầu tiên: - NA: 1998                                                                        | Năm phát hành của hệ thống : 1998-MS-DOS, Microsoft Windows        |
| Command & Conquer: Red Alert – The Arsenal Ngày phát hành đầu tiên: - NA: 1998                                                                        |                                                                    |
| Command & Conquer: Tiberian Sun – Firepower Ngày phát hành đầu tiên: - NA: 2000                                                                       | Năm phát hành của hệ thống : 2000-Microsoft Windows                |
| Command & Conquer: Tiberian Sun – Firepower Ngày phát hành đầu tiên: - NA: 2000                                                                       |                                                                    |
| Command & Conquer: Red Strike Ngày phát hành đầu tiên: - NA: 19 tháng 3 năm 2002                                                                      | Năm phát hành của hệ thống : 2002-Microsoft Windows                |
| Command & Conquer: Red Strike Ngày phát hành đầu tiên: - NA: 19 tháng 3 năm 2002                                                                      |                                                                    |
| Command & Conquer: Generals - Deluxe Edition Ngày phát hành đầu tiên: Microsoft Windows: - NA: 21 tháng 10 năm 2003 Macintosh: - NA: Tháng 3 năm 2006 | Năm phát hành của hệ thống : 2003-Microsoft Windows 2006-Macintosh |
| Command & Conquer: Generals - Deluxe Edition Ngày phát hành đầu tiên: Microsoft Windows: - NA: 21 tháng 10 năm 2003 Macintosh: - NA: Tháng 3 năm 2006 |                                                                    |
| Command & Conquer 3: Limited Collection Ngày phát hành đầu tiên: - NA: 24 tháng 3 năm 2008                                                            | Năm phát hành của hệ thống : 2008-Microsoft Windows                |
| Command & Conquer 3: Limited Collection Ngày phát hành đầu tiên: - NA: 24 tháng 3 năm 2008                                                            |                                                                    |
| Command & Conquer 3: Deluxe Edition Ngày phát hành đầu tiên: - NA: 26 tháng 9 năm 2008                                                                | Năm phát hành của hệ thống : 2008-Microsoft Windows                |
| Command & Conquer 3: Deluxe Edition Ngày phát hành đầu tiên: - NA: 26 tháng 9 năm 2008                                                                |                                                                    |

### Các bộ biên dịch lớn
| Tiêu đề                                                                               | Chi tiết                                                    |
| ------------------------------------------------------------------------------------- | ----------------------------------------------------------- |
| Command & Conquer: Worldwide Warfare Ngày phát hành đầu tiên: - NA: 1998              | Năm phát hành của hệ thống : 1998-MS-DOS, Microsoft Windows |
| Command & Conquer: Worldwide Warfare Ngày phát hành đầu tiên: - NA: 1998              |                                                             |
| Command & Conquer: Theater Of War Ngày phát hành đầu tiên: - NA: 5 tháng 10 năm 2001  | Năm phát hành của hệ thống : 2001-MS-DOS, Microsoft Windows |
| Command & Conquer: Theater Of War Ngày phát hành đầu tiên: - NA: 5 tháng 10 năm 2001  |                                                             |
| Command & Conquer: Collection Ngày phát hành đầu tiên: - NA: 14 tháng 10 năm 2003     | Năm phát hành của hệ thống : 2003-Microsoft Windows         |
| Command & Conquer: Collection Ngày phát hành đầu tiên: - NA: 14 tháng 10 năm 2003     |                                                             |
| Command & Conquer: The First Decade Ngày phát hành đầu tiên: - NA: 7 tháng 2 năm 2006 | Năm phát hành của hệ thống : 2006-Microsoft Windows         |
| Command & Conquer: The First Decade Ngày phát hành đầu tiên: - NA: 7 tháng 2 năm 2006 |                                                             |
| Command & Conquer: Saga Ngày phát hành đầu tiên: - NA: 30 tháng 10 năm 2007           | Năm phát hành của hệ thống : 2007-Microsoft Windows         |
| Command & Conquer: Saga Ngày phát hành đầu tiên: - NA: 30 tháng 10 năm 2007           |                                                             |

## Trò chơi trực tuyến
Pogo.com phát hành hai trò chơi Command & Conquer trực tuyến, Command & Conquer: Attack Copter Lưu trữ ngày 30 tháng 11 năm 2010 tại Wayback Machine và Command & Conquer: Armored Attack Lưu trữ ngày 30 tháng 11 năm 2010 tại Wayback Machine, đó là trò chơi mạo hiểm mà bạn kiểm soát một máy bay trực thăng và xe tăng tương ứng. Bạn có mục tiêu khác nhau trong các nhiệm vụ, chẳng hạn như phá hủy các tòa nhà. Nó được dựa trên Command & Conquer: Generals.

## Nhạc nền
| Tựa đề | Tựa đề                                   | Ngày phát hành      | Độ dài | Nhãn hiệu        |
| --- | ---------------------------------------- | ------------------- | ------ | ---------------- |
| |                                          |                     |        |                  |
| Âm nhạc của Command & Conquer                                                                                   | Âm nhạc của Command & Conquer            | 1995                | 72:51  | Westwood Studios |
| Chú ý: - Sáng tác bởi Frank Klepacki                                                                            |                                          |                     |        |                  |
| Âm nhạc của Command & Conquer: Red Alert                                                                        | Âm nhạc của Command & Conquer: Red Alert | 1996                | 67:44  | Westwood Studios |
| Chú ý: - Sáng tác bởi Frank Klepacki                                                                            |                                          |                     |        |                  |
| Command & Conquer: Sole Survivor Online                                                                         |                                          |                     |        |                  |
| Chú ý: - Sáng tác bởi Frank Klepacki, Jarrid Mendelson                                                          |                                          |                     |        |                  |
| Command & Conquer: Tiberian Sun                                                                                 | Command & Conquer: Tiberian Sun          | [1 tháng 1 năm 1999 | 65:58  | Westwood Studios |
| Chú ý: - Sáng tác bởi Frank Klepacki                                                                            |                                          |                     |        |                  |
| Command & Conquer: Tiberian Sun Firestorm                                                                       |                                          |                     |        |                  |
| Chú ý: - Sáng tác bởi Frank Klepacki                                                                            |                                          |                     |        |                  |
| Command & Conquer: Red Alert 2                                                                                  | Command & Conquer: Red Alert 2           | 2001                | 63:19  | Westwood Studios |
| Chú ý: - Sáng tác bởi Frank Klepacki                                                                            |                                          |                     |        |                  |
| Command & Conquer: Yuri's Revenge                                                                               |                                          |                     |        |                  |
| Chú ý: - Sáng tác bởi Frank Klepacki                                                                            |                                          |                     |        |                  |
| Command & Conquer: Renegade                                                                                     |                                          |                     |        |                  |
| Chú ý: - Sáng tác bởi Frank Klepacki                                                                            |                                          |                     |        |                  |
| Command & Conquer: Generals                                                                                     |                                          |                     |        |                  |
| Chú ý: - Sáng tác bởi Frank Klepacki                                                                            |                                          |                     |        |                  |
| Command & Conquer: Generals Zero Hour                                                                           |                                          |                     |        |                  |
| Chú ý: |                                          |                     |        |                  |
| Command & Conquer 3: Tiberium Wars                                                                              |                                          |                     |        |                  |
| Chú ý: |                                          |                     |        |                  |
| Command & Conquer 3: Kane's Wrath                                                                               | Command & Conquer 3: Kane's Wrath        | 2008                |        |                  |
| Chú ý: |                                          |                     |        |                  |
| Command & Conquer: Red Alert 3                                                                                  |                                          |                     |        |                  |
| Chú ý: - Sáng tác bởi Frank Klepacki, James Hannigan, From First To Last, Timothy Michael Wynn, Mikael Sandgren |                                          |                     |        |                  |

## Phương tiện truyền thông in ấn
| Tên                                     | Ngày phát hành      | ISBN                   | Thể loại    |
| --------------------------------------- | ------------------- | ---------------------- | ----------- |
|                                         |                     |                        |             |
| Command & Conquer: Tiberium Wars        | 29 tháng 5 năm 2007 | ISBN 978-0-345-49814-4 | Tiểu thuyết |
| Notes: - Viết bởi Keith R. A. DeCandido |                     |                        |             |